# BFGoodrich Langstreckenmeisterschaft 2009
Die BFGoodrich Langstreckenmeisterschaft 2009 war die 33. Saison der BFGoodrich Langstreckenmeisterschaft, einer Automobil-Rennveranstaltung für den Breitensport, und wurde von der Veranstaltergemeinschaft Langstreckenpokal Nürburgring ausgetragen. Sie begann am 4. April 2009 endete am 31. Oktober 2009 nach zehn Läufen auf dem Nürburgring.
Das Team Black Falcon verteidigte seinen Titel und wurde damit zum zweiten Mal nach 2008 Meister. Christer Jöns, Alexander Böhm und Jean-Paul Breslin steuerten den BMW 325i des Teams zum Meisterschaftssieg.

## Rennkalender
| Datum         | Rennen                                | Distanz |
| ------------- | ------------------------------------- | ------- |
| 4. Apr. 2009  | 56. ADAC Westfalenfahrt               | 4h      |
| 18. Apr. 2009 | 34. DMV 4-Stunden-Rennen              | 4h      |
| 2. Mai 2009   | 51. ADAC ACAS H&R-Cup                 | 4h      |
| 13. Juni 2009 | 40. Adenauer ADAC Rundstrecken-Trophy | 4h      |
| 27. Juni 2009 | 49. ADAC Reinoldus-Langstreckenrennen | 4h      |
| 18. Juli 2009 | 6h ADAC Ruhr-Pokal-Rennen             | 6h      |
| 29. Aug. 2009 | 32. RCM DMV Grenzlandrennen           | 4h      |
| 3. Okt. 2009  | 41. ADAC Barbarossapreis              | 4h      |
| 17. Okt. 2009 | 33. DMV 250-Meilen-Rennen             | 4h      |
| 31. Okt. 2009 | 34. DMV Münsterlandpokal              | 4h      |

## Fahrzeugklassen

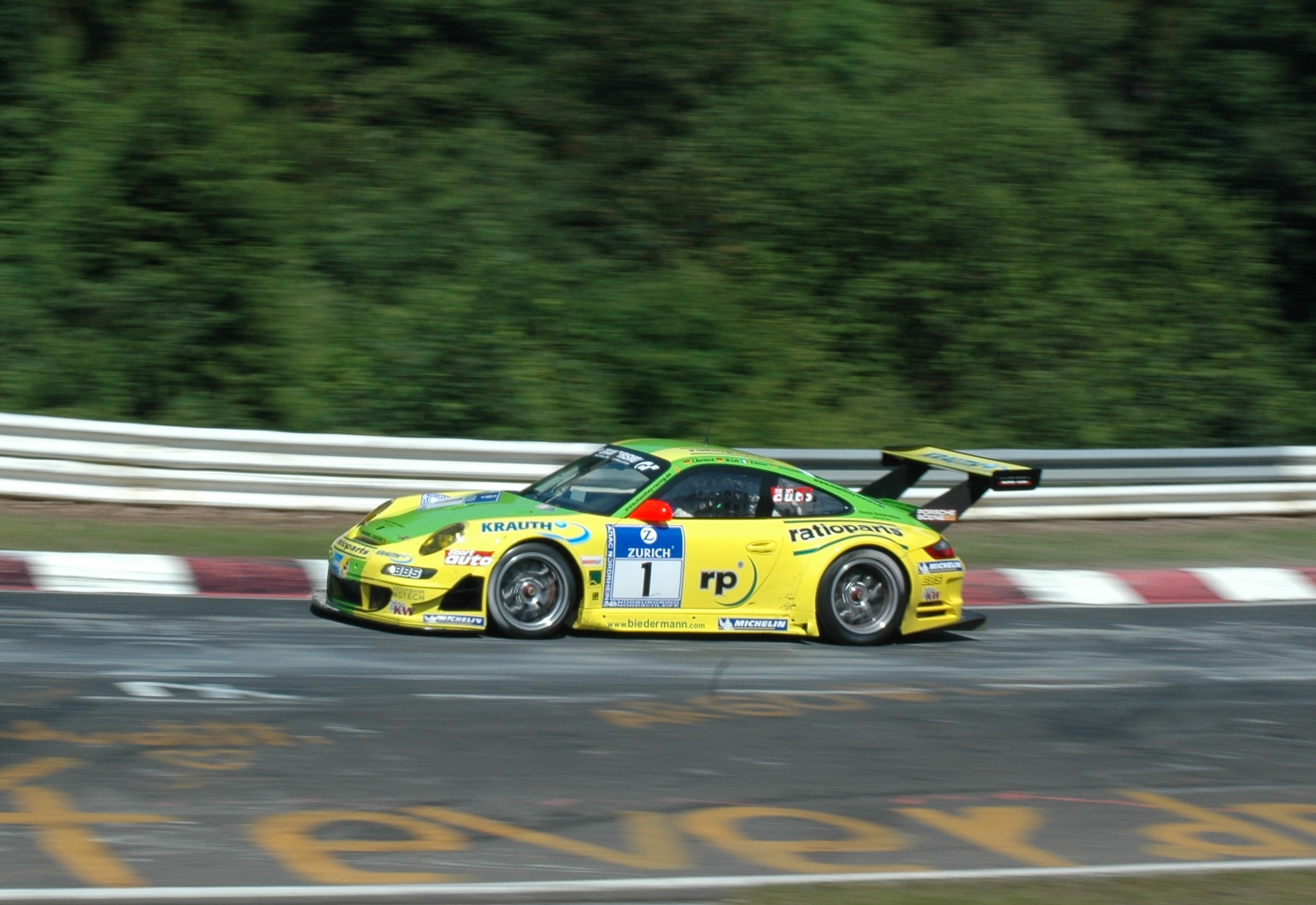
Eines der schnellsten Fahrzeuge: Der Porsche 997 GT3 RSR von Manthey Racing in der Klasse SP7.

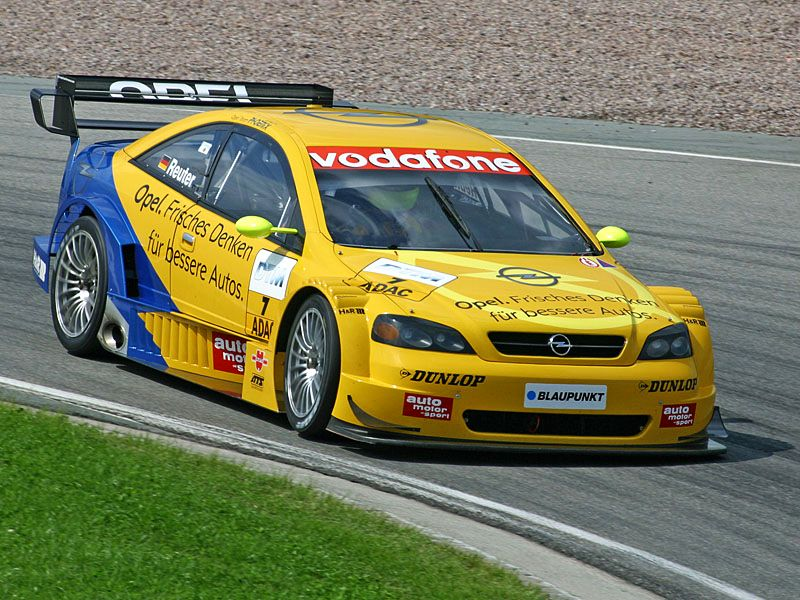
Ein Opel Astra aus der DTM wird von Schall Motorsport in der Klasse E1-XP eingesetzt.

Die Fahrzeuge, die an der Langstreckenmeisterschaft teilnehmen, werden in vier Divisionen eingeteilt. Diese sind wiederum in 33 Gruppen unterteilt. In jeder einzelnen Gruppe wird bei den einzelnen Läufen der Meisterschaft um den Klassensieg gefahren.
Die seriennahsten und am wenigsten modifizierten Fahrzeuge sind die sogenannten VLN-Serienwagen.
Die Division der VLN-Specials ist offen für Fahrzeuge der Gruppe A beziehungsweise der nationalen Gruppe DA. Weiterhin treten in dieser Division Fahrzeuge der Gruppe E1-XP an, welche zum größten Teil Silhouetten-Tourenwagen aus der DTM oder der V8-Star sind. In der Specials-Klasse SP9 sind seit der Saison 2009 Fahrzeuge der FIA Gruppe GT3 und in der SP10 Fahrzeuge der GT4 zugelassen. Die Autos der Gruppe E1-XP und erdgasbetriebene Rennfahrzeuge werden aber nur auf besonderen Antrag zum Start zugelassen.
Historische Fahrzeuge bis Baujahr 1996 fahren in der Gruppe H.
Bei den Cupfahrzeugen sind neben den Porsche 911 GT3 Cup des Porsche Carrera Cups und Supercups auch Cup-Autos aus Renault Clio Cup, Seat Leon Cup und Honda Civic Cup zugelassen.
Während die Teilnehmer jeder einzelner Gruppe um den Klassensieg fahren, machen die Teams der schnellsten Fahrzeuge auch den Gesamtsieg unter sich aus. Die größten Sieganwärter sind die Fahrzeuge der Specials-Klassen SP7 und SP9. Dahinter folgen in der Regel Fahrzeuge der Gruppen E1-XP, SP8, SP6 sowie Cup-Porsche der Gruppe Cup3.
| Klasse          | Fahrzeugart, Hubraum                         | Startnummern    |
| VLN-Serienwagen | VLN-Serienwagen                              | VLN-Serienwagen |
| --------------- | -------------------------------------------- | --------------- |
| V1              | bis 1600 cm³                                 | 628–632         |
| V2              | über 1600 cm³, bis 1800 cm³                  | 588–627         |
| V3              | über 1800 cm³, bis 2000 cm³                  | 573–587         |
| V4              | über 2000 cm³, bis 2500 cm³                  | 538–572         |
| V5              | über 2500 cm³, bis 3000 cm³                  | 503–537         |
| V6              | über 3000 cm³, bis 3500 cm³                  | 488–502         |
| VD              | Dieselfahrzeuge, bis 3500 cm³                | 483–487         |
| VLN-Specials    |                                              |                 |
| SP1             | bis 1400 cm³                                 | 413–427         |
| SP2             | über 1400 cm³, bis 1750 cm³                  | 383–402         |
| SP2T            | Turbofahrzeuge, bis 1600 cm³                 | 403–412         |
| SP3             | über 1750 cm³, bis 2000 cm³                  | 243–332         |
| SP3T            | Turbofahrzeuge, über 1600 cm³, bis 2000 cm³  | 333–382         |
| SP4             | über 2000 cm³, bis 2500 cm³                  | 211–236         |
| SP4T            | Turbofahrzeuge, über 2000 cm³, bis 2500 cm³  | 237–242         |
| SP5             | über 2500 cm³, bis 3000 cm³                  | 185–210         |
| SP6             | über 3000 cm³, bis 3500 cm³                  | 144–184         |
| SP7             | über 3500 cm³, bis 4000 cm³                  | 115–143         |
| SP8             | über 4000 cm³, bis 6250 cm³                  | 78–103          |
| SP8T            | Turbofahrzeuge, über 2500 cm³, bis 4000 cm³  | 104–114         |
| SP9             | GT3-Fahrzeuge                                | 69–77           |
| SP10            | GT4-Fahrzeuge                                | 63–68           |
| E1-XP           | Sonderfahrzeuge                              | 743–752         |
| VD1T            | Dieselfahrzeuge, über 1750 cm³, bis 2000 cm³ | 458–482         |
| VD2T            | Dieselfahrzeuge, über 2000 cm³, bis 2500 cm³ | 448–457         |
| VD3T            | Dieselfahrzeuge, über 2500 cm³, bis 3000 cm³ | 438–447         |
| VD4T            | Dieselfahrzeuge, über 3000 cm³, bis 6000 cm³ | 428–437         |
| Cup-Fahrzeuge   |                                              |                 |
| Cup1            | Seat Leon Langstrecken Challenge             | 633–652         |
| Cup2            | Honda Civic Cup                              | 653–672         |
| Cup3            | Porsche Carrera Cup/Supercup                 | 673–722         |
| Gruppe H        |                                              |                 |
| H1              | bis 2000 cm³                                 | 35–62           |
| H2              | über 2000 cm³, bis 2500 cm³                  | 22–34           |
| H3              | über 2500 cm³, bis 3000 cm³                  | 11–21           |
| H4              | über 3000 cm³, bis 6250 cm³                  | 2–10            |

## Ergebnisse

### 56. ADAC Westfalenfahrt
Die Pole Position beim Saisonauftakt sicherten sich Marc Basseng, Mattias Ekström und Toto Wolff im Land-Porsche mit einer Zeit von 8:20,956. Auf Platz zwei folgte mit 1,976 Sekunden Rückstand die Zakspeed-Viper, die von Sascha Bert und Marc Anton Bronzel pilotiert wurde. Die ersten acht Teams lagen innerhalb von zehn Sekunden.
Am Start übernahm die Zakspeed-Viper die Führung, welche sie bis zu ihrem ersten Boxenstopp behalten konnte. Der Land-Porsche fiel schon in der fünften Runde nach einer Kollision bei einem Überrundungsvorgang aus. Daraufhin übernahmen Marcel Tiemann und Timo Bernhard im Manthey-Porsche die Führung. Nach zwölf Runden musste auch die Zakspeed-Viper das Rennen aufgeben. Im weiteren Verlauf des Rennens fuhr der Mamerow-Porsche von Christian Mamerow und Lance David Arnold trotz zwei Reifenschäden und dadurch verursachten ungeplanten Boxenstopps von Platz 13 auf zwei vor.
Das Auftaktrennen gewann schließlich nach 4:01:01,014 Stunden der Manthey-Porsche. Der Mamerow-Porsche erreichte nur 1:03,348 Minuten später das Ziel. Das Podium komplettierten Frank Stippler, Norbert Fischer und Marco Seefried auf MSpeed-Porsche.
Der ehemalige Radprofi Jan Ullrich gab bei diesem Rennen in einem BMW 335d sein Motorsportdebüt.
| Platz | Fahrer                                         | Team                       | Fahrzeug (Klasse)           | Zeit (Runden)    |
| ----- | ---------------------------------------------- | -------------------------- | --------------------------- | ---------------- |
| 1     | Marcel Tiemann Timo Bernhard                   | Manthey Racing             | Porsche 997 GT3 RSR (SP7)   | 4:01:01.014 (27) |
| 2     | Christian Mamerow Lance David Arnold           | Mamerow Racing             | Porsche 997 GT3 Cup S (SP9) | + 1:03.348 (27)  |
| 3     | Frank Stippler Norbert Fischer Marco Seefried  | Team MSpeed                | Porsche 997 GT3 RSR (SP7)   | + 1:36.606 (27)  |
| 4     | Oliver Kainz Frank Schmickler                  | Mühlner Motorsport         | Porsche 997 GT3 Cup S (SP9) | + 2:20.148 (27)  |
| 5     | Sabine Schmitz Klaus Abbelen Edgar Althoff     | Frikadelli Racing          | Porsche 997 GT3 RSR (SP7)   | + 3:54.269 (27)  |
| 6     | Duncan Huisman Stian Sørlie Jörg Viebahn       | Scheid Motorsport          | BMW M3 (SP7)                | + 4:52.466 (27)  |
| 7     | Martin Ragginger Marco Holzer Rodney Forbes    | Manthey Racing             | Porsche 997 GT3 Cup (Cup3)  | + 5:14.688 (27)  |
| 8     | Georg Weiss Michael Jacobs Peter-Paul Pietsch  | Wochenspiegel Team Manthey | Porsche 997 GT3 Cup (SP7)   | + 5:27.815 (27)  |
| 9     | Dirk Riebensahm Christian Kohlhaas             | Vulkan Racing              | Dodge Viper GT3 (SP9)       | + 6:28.279 (27)  |
| 10    | Michael Bäder Tobias Hagenmeyer Markus Gedlich | Team MB Autotechnik        | BMW Z4 M Coupé (SP7)        | + 7:04.256 (27)  |

### 34. DMV 4-Stunden-Rennen
Beim zweiten Lauf der Langstreckenmeisterschaft 2009 starteten Lance David Arnold und Christian Mamerow im Mamerow-Porsche von der Pole Position. Marcel Tiemann und Romain Dumas im Manthey-Porsche mussten aufgrund von Problemen im Qualifying am Ende der ersten Startgruppe ins Rennen gehen.
Der Mamerow-Porsche führte das ganze Rennen über auf feuchter Strecke das Feld an. Als die Strecke am Ende abtrocknete, verzichtete Arnold trotz nachlassender Regenreifen auf einen Boxenstopp. Marcel Tiemann im bis dahin zweitplatzierte Manthey-Porsche wechselte hingegen die Reifen und blieb daher länger in der Box stehen, wodurch er seinen zweiten Platz an den Phoenix-Audi von Marc Basseng, Frank Stippler und Christian Abt verlor.
Am Ende reichte der Vorsprung für Arnold und das Mamerow-Team konnte seinen ersten Saisonsieg feiern. Innerhalb von nur 39 Sekunden folgten das Phoenix-Team auf seinem neuen Audi R8 LMS und das Manthey-Team, welche die weiteren Podiumsplätze belegten.
Jan Ullrich schaffte bereits beim zweiten Rennen seinen ersten Klassensieg.
| Platz | Fahrer                                         | Team                    | Fahrzeug (Klasse)           | Zeit (Runden)    |
| ----- | ---------------------------------------------- | ----------------------- | --------------------------- | ---------------- |
| 1     | Christian Mamerow Lance David Arnold           | Mamerow Racing          | Porsche 997 GT3 Cup S (SP9) | 4:01:43.384 (23) |
| 2     | Marc Basseng Frank Stippler Christian Abt      | Phoenix Racing          | Audi R8 LMS (SP9)           | + 23.891 (23)    |
| 3     | Marcel Tiemann Romain Dumas                    | Manthey Racing          | Porsche 997 GT3 RSR (SP7)   | + 38.926 (23)    |
| 4     | Oliver Kainz Frank Schmickler                  | Mühlner Motorsport      | Porsche 997 GT3 Cup S (SP9) | + 4:32.039 (23)  |
| 5     | Armin Hahne Jochen Krumbach Emmanuel Collard   | Manthey Racing          | Porsche 997 GT3 Cup S (SP9) | + 4:59.402 (23)  |
| 6     | Christopher Mies Marc Busch                    | Daub Motorsport         | Porsche 997 GT3 Cup (Cup3)  | + 4:59.468 (23)  |
| 7     | Sabine Schmitz Klaus Abbelen Edgar Althoff     | Frikadelli Racing       | Porsche 997 GT3 RSR (SP7)   | + 6:56.543 (23)  |
| 8     | Marco Holzer Rodney Forbes Martin Ragginger    | Manthey Racing          | Porsche 997 GT3 Cup (Cup3)  | + 8:39.200 (23)  |
| 9     | Roland Rehfeld Reinhold Renger Stefan Kissling | Kissling Motorsport     | Corvette C6 (SP8)           | + 9:43.925 (23)  |
| 10    | Jürgen Alzen Uwe Alzen                         | Jürgen Alzen Motorsport | Porsche 997 GT3 RSR (SP7)   | + 12:20.578 (23) |

### 51. ADAC ACAS H&R-Cup
Beim dritten Lauf der Serie rutschten bereits in der vierten Runde die auf den Plätzen zwei bis fünf platzierten Fahrzeuge auf einer Flüssigkeitsspur im Streckenabschnitt „Adenauer Forst“ aus. Während dies der Ausfall für den Mamerow-Porsche und den Alzen-Porsche bedeutete, konnten die beiden Audi R8 von Timo Scheider, Matthias Ekström und Marco Werner sowie Hans-Joachim Stuck, Frank Biela und Emanuele Pirro das Rennen nach einem Boxenstopp wieder aufnehmen.
Bis kurz vor Rennende lagen der führenden Abt-Audi, der Manthey-Porsche und der Phoenix-Audi eng zusammen. Marc Lieb auf Manthey-Porsche und Christian Abt auf Abt-Audi bogen nebeneinander auf die Zielgerade ein. Da sich Christian Abt aber nicht sicher war, ob er noch vor Ablauf der 4-Stunden-Marke oder danach die Ziellinie überqueren würde, bog er aus Sicherheitsgründen zum Nachtanken in die Box ab, da sein Tankinhalt nicht mehr für eine weitere Runde genügt hätte. So wurde Marcel Tiemann und Marc Lieb vom Manthey-Team der Rennsieg überlassen. Eine knappe Sekunde dahinter folgte der Phoenix-Audi von Mark Basseng, Marcel Fässler, Mike Rockenfeller und Frank Stippler. Der Abt-Audi von Christian Abt, Jean-François Hemroulle, Pierre Kaffer und Lucas Luhr überquerte noch als Dritter die Ziellinie.
Das Rennen wurde von 35.000 Zuschauern gesehen. Im Rahmenprogramm fand ein Tourenwagen-Revival statt, bei dem über 30 ehemalige DTM-Wagen fuhren.
| Platz | Fahrer                                                         | Team                | Fahrzeug (Klasse)           | Zeit (Runden)    |
| ----- | -------------------------------------------------------------- | ------------------- | --------------------------- | ---------------- |
| 1     | Marcel Tiemann Marc Lieb                                       | Manthey Racing      | Porsche 997 GT3 RSR (SP7)   | 4:00:04.371 (27) |
| 2     | Marc Basseng Marcel Fässler Mike Rockenfeller Frank Stippler   | Phoenix Racing      | Audi R8 LMS (SP9)           | + 00.981 (27)    |
| 3     | Christian Abt Jean-François Hemroulle Pierre Kaffer Lucas Luhr | Abt Sportsline      | Audi R8 LMS (SP9)           | + 3.835 (27)     |
| 4     | Volker Strycek Ralf Schall                                     | Schall Motorsport   | Opel Astra V8 Coupé (E1-XP) | + 2:36.439 (27)  |
| 5     | Armin Hahne Jochen Krumbach Wolf Henzler                       | Manthey Racing      | Porsche 997 GT3 Cup S (SP9) | + 3:52.615 (27)  |
| 6     | Michael Bäder Tobias Hagenmeyer                                | Team MB Autotechnik | BMW Z4 M Coupé (SP7)        | + 3:58.263 (27)  |
| 7     | Dirk Riebensahm Christian Kohlhaas Christopher Gerhard         | Vulkan Racing       | Dodge Viper GT3 (SP9)       | + 7:17.355 (27)  |
| 8     | Hermann Tilke Dirk Adorf Marc Hennerici                        | Raeder Motorsport   | Ford GT (SP9)               | + 7:37.545 (27)  |
| 9     | Matthias Weiland Andrzej Dzikevic                              | Weiland Racing      | Porsche 997 GT3 Cup (Cup3)  | + 8:04.595 (27)  |
| 10    | Roland Rehfeld Reinhold Renger Hannu Luostarinen               | Kissling Motorsport | Corvette C6 (SP8)           | + 8:46.517 (27)  |

### 40. Adenauer ADAC Rundstrecken-Trophy
| Platz | Fahrer                                           | Team                    | Fahrzeug (Klasse)           | Zeit (Runden)    |
| ----- | ------------------------------------------------ | ----------------------- | --------------------------- | ---------------- |
| 1     | Marcel Tiemann Arno Klasen                       | Manthey Racing          | Porsche 997 GT3 RSR (SP7)   | 3:19:46.283 (23) |
| 2     | Jürgen Alzen Christian Menzel Dominik Schwager   | Jürgen Alzen Motorsport | Porsche 997 GT3 RSR (SP7)   | + 2:48.844 (23)  |
| 3     | Uwe Alzen Lance David Arnold                     | Uwe Alzen Automotive    | Porsche 997 GT3 Cup (Cup3)  | + 3:01.034 (23)  |
| 4     | Armin Hahne Jochen Krumbach                      | Manthey Racing          | Porsche 997 GT3 Cup S (SP9) | + 3:43.847 (23)  |
| 5     | Roland Rehfeld Reinhold Renger Hannu Luostarinen | Kissling Motorsport     | Corvette C6 (SP8)           | + 4:11.040 (23)  |
| 6     | Sabine Schmitz Klaus Abbelen Edgar Althoff       | Frikadelli Racing       | Porsche 997 GT3 RSR (SP7)   | + 5:16.086 (23)  |
| 7     | Michael Bäder Tobias Hagenmeyer                  | Team MB Autotechnik     | BMW Z4 M Coupé (SP7)        | + 5:22.282 (23)  |
| 8     | Andreas Schall Ralf Schall Volker Strycek        | Schall Motorsport       | Opel Astra V8 Coupé (E1-XP) | + 5:47.760 (23)  |
| 9     | Marco Holzer Rodney Forbes                       | Manthey Racing          | Porsche 997 GT3 Cup (Cup3)  | + 6:10.234 (23)  |
| 10    | Nick De Bruijn Norbert Fischer Marco Seefried    | Team MSpeed             | Porsche 997 GT3 RSR (SP7)   | + 6:29.719 (23)  |

### 49. ADAC Reinoldus-Langstreckenrennen
| Platz | Fahrer                                           | Team                    | Fahrzeug (Klasse)           | Zeit (Runden)    |
| ----- | ------------------------------------------------ | ----------------------- | --------------------------- | ---------------- |
| 1     | Hans-Joachim Stuck Marc Basseng Frank Biela      | Phoenix Racing          | Audi R8 LMS (SP9)           | 3:21:55.494 (23) |
| 2     | Christian Mamerow Dirk Werner                    | Mamerow Racing          | Porsche 997 GT3 Cup S (SP9) | + 41.331 (23)    |
| 3     | Uwe Alzen Lance David Arnold                     | Uwe Alzen Automotive    | Porsche 997 GT3 Cup (Cup3)  | + 4:38.960 (23)  |
| 4     | Hermann Tilke Dirk Adorf                         | Raeder Motorsport       | Ford GT (SP9)               | + 4:39.091 (23)  |
| 5     | Jürgen Alzen Christian Menzel                    | Jürgen Alzen Motorsport | Porsche 997 GT3 RSR (SP7)   | + 4:47.336 (23)  |
| 6     | Oliver Kainz Frank Schmickler                    | Mühlner Motorsport      | Porsche 997 GT3 Cup S (SP9) | + 4:52.406 (23)  |
| 7     | Andreas Schall Ralf Schall Volker Strycek        | Schall Motorsport       | Opel Astra V8 Coupé (E1-XP) | + 5:23.357 (23)  |
| 8     | Michael Bäder Tobias Hagenmeyer                  | Team MB Autotechnik     | BMW Z4 M Coupé (SP7)        | + 6:28.108 (23)  |
| 9     | Roland Rehfeld Reinhold Renger Hannu Luostarinen | Kissling Motorsport     | Corvette C6 (SP8)           | + 7:45.464 (23)  |
| 10    | Andzej Dzikevic Matthias Weiland                 | Weiland Racing          | Porsche 997 GT3 Cup (Cup3)  | + 1 Runde (22)   |

### 6h ADAC Ruhr-Pokal-Rennen

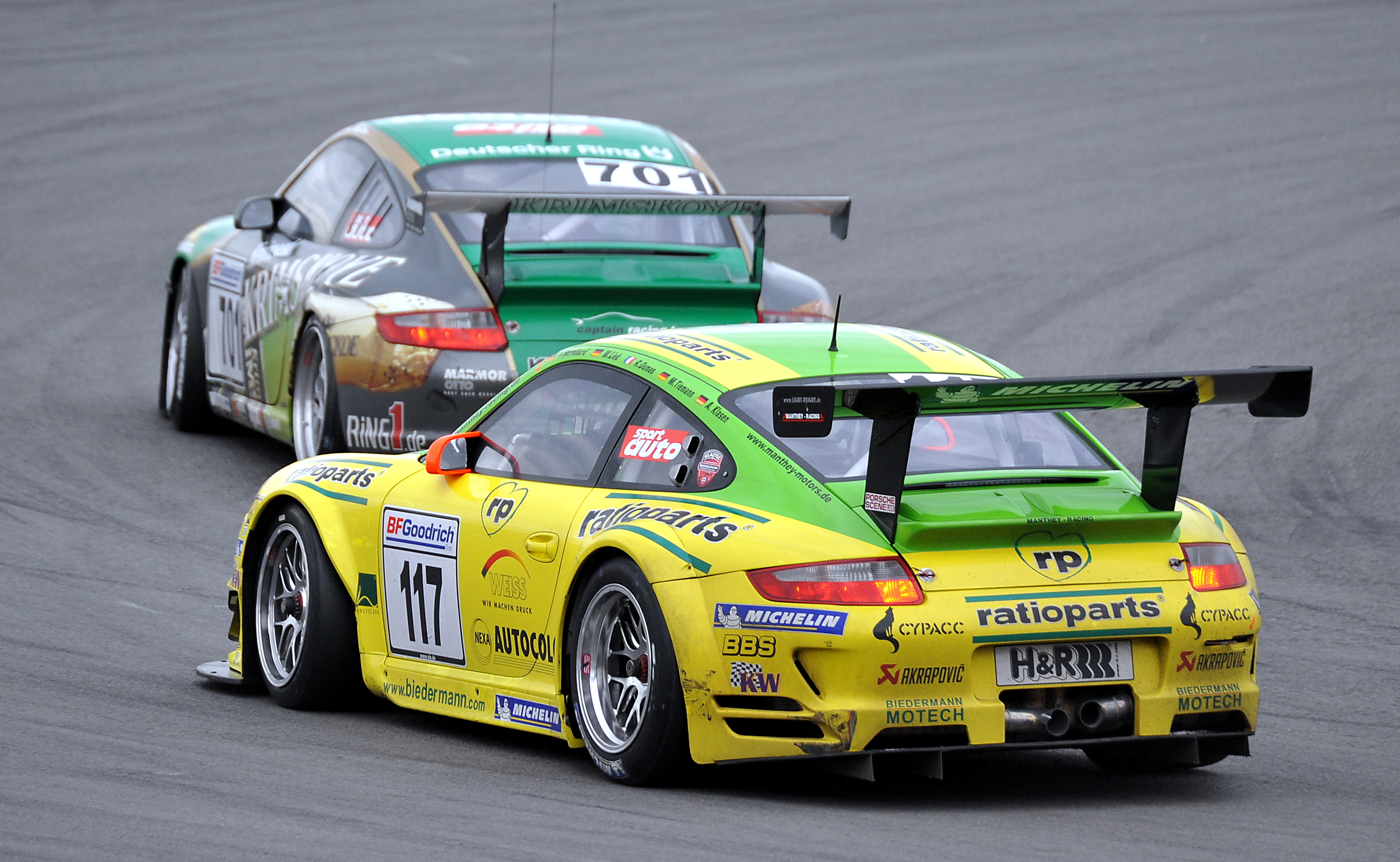
Der Porsche 997 GT3 RSR von Manthey Racing, Siegerfahrzeug des 6h ADAC Ruhr-Pokal-Rennens.

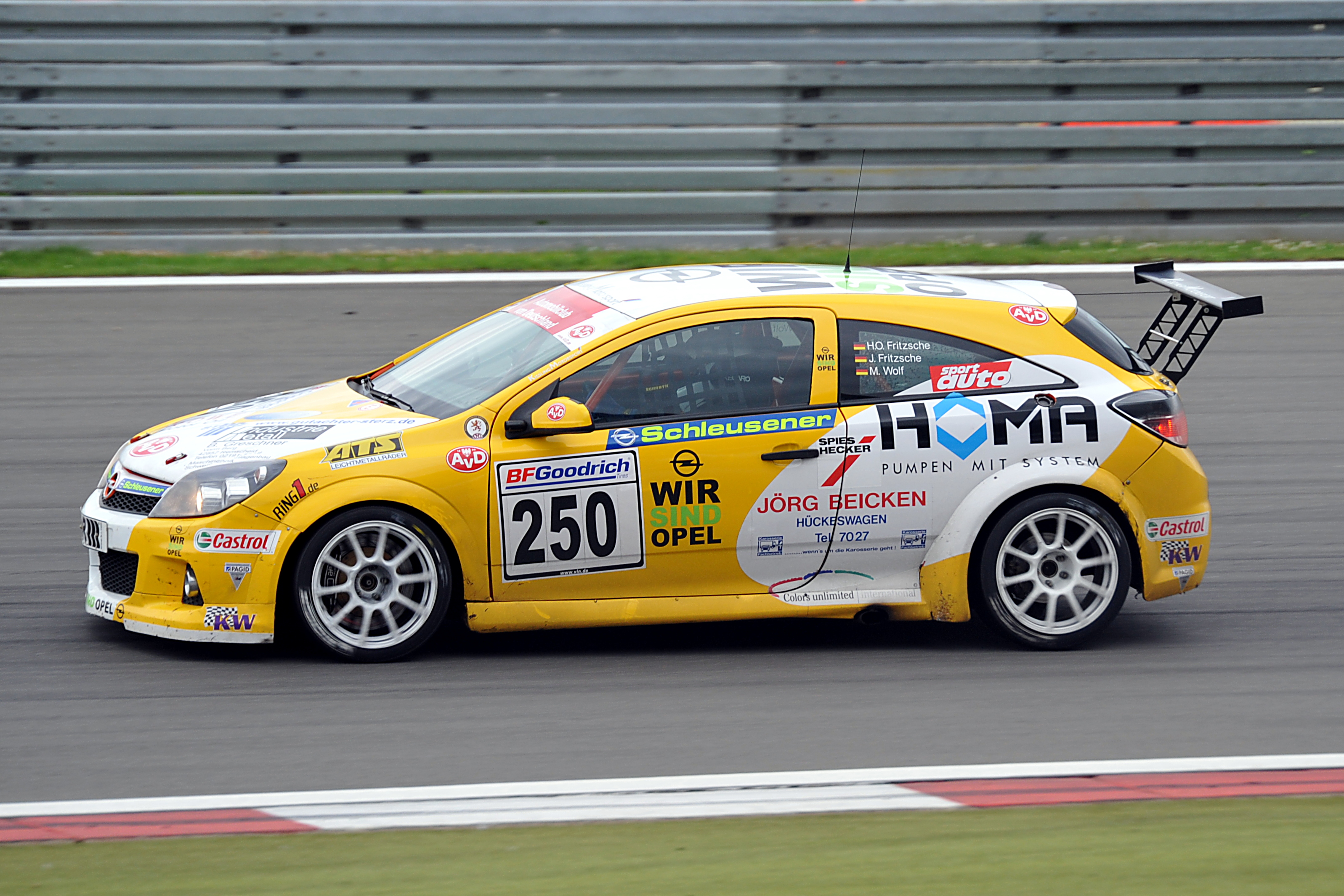
Der Opel Astra GTC von Kissling Motorsport (Heinz-Otto Fritzsche, Jürgen Fritzsche und Marco Wolf) wurde 19. in der Gesamtwertung und Klassensieger der SP3.

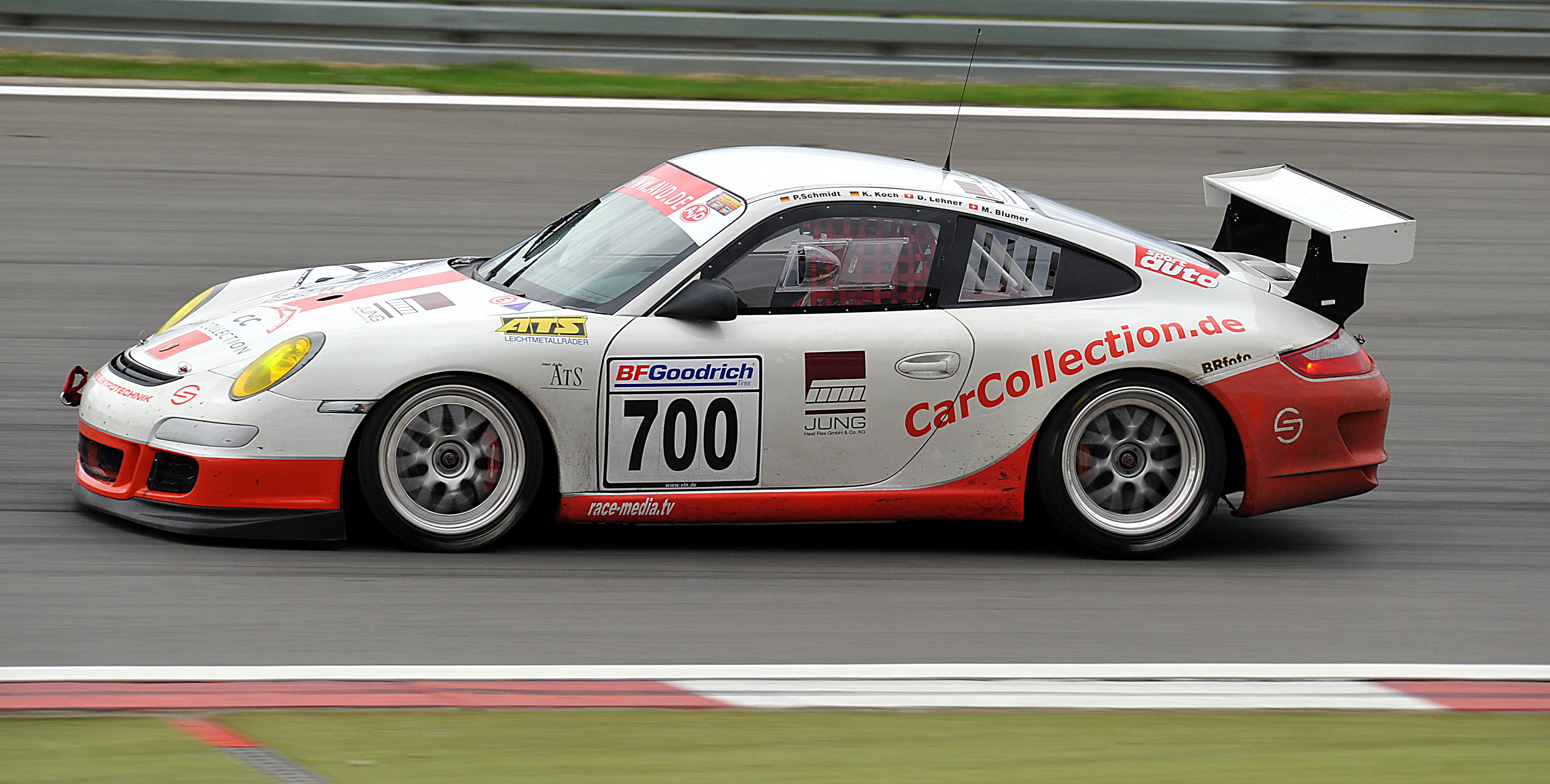
Porsche 997 GT3 Cup von Car Collection Motorsport

| Platz | Fahrer                                                      | Team                    | Fahrzeug (Klasse)           | Zeit (Runden)    |
| ----- | ----------------------------------------------------------- | ----------------------- | --------------------------- | ---------------- |
| 1     | Marcel Tiemann Marc Lieb Arno Klasen                        | Manthey Racing          | Porsche 997 GT3 RSR (SP7)   | 6:02:06.889 (39) |
| 2     | Hans-Joachim Stuck Marc Basseng Frank Biela Frank Stippler  | Phoenix Racing          | Audi R8 LMS (SP9)           | + 5:05.894 (39)  |
| 3     | Oliver Kainz Frank Schmickler                               | Mühlner Motorsport      | Porsche 997 GT3 Cup S (SP9) | + 1 Runde (38)   |
| 4     | René Rast Dennis Rostek Christopher Mies                    | Phoenix Racing          | Audi R8 LMS (SP9)           | + 1 Runde (38)   |
| 5     | Jörg van Ommen Marco Digeilo Marco Seefried                 | Horn Motorsport         | Porsche 997 GT3 Cup (Cup3)  | + 1 Runde (38)   |
| 6     | Norbert Fischer Marco Seefried Nick De Bruijn               | Team MSpeed             | Porsche 997 GT3 RSR (SP7)   | + 1 Runde (38)   |
| 7     | Sabine Schmitz Klaus Abbelen Edgar Althoff Martin Ragginger | Frikadelli Racing       | Porsche 997 GT3 RSR (SP7)   | + 1 Runde (38)   |
| 8     | Matthias Weiland Andzej Dzikevic Rodney Forbes              | Weiland Racing          | Porsche 997 GT3 Cup (Cup3)  | + 1 Runde (38)   |
| 9     | Wilfried Schmitz Florian Fricke Thomas Messer               | Jürgen Alzen Motorsport | Porsche 997 GT3 Cup (Cup3)  | + 2 Runden (37)  |
| 10    | Jörg Otto Jörn Schmidt-Staade Stefan Müller                 | AGON Motorsport         | Porsche 997 GT3 Cup (Cup3)  | + 2 Runden (37)  |

### 32. RCM DMV Grenzlandrennen
| Platz | Fahrer                                          | Team               | Fahrzeug (Klasse)           | Zeit (Runden)    |
| ----- | ----------------------------------------------- | ------------------ | --------------------------- | ---------------- |
| 1     | Marcel Tiemann Marc Lieb Arno Klasen            | Manthey Racing     | Porsche 997 GT3 RSR (SP7)   | 4:05:39.575 (28) |
| 2     | Christian Mamerow                               | Mamerow Racing     | Porsche 997 GT3 Cup S (SP9) | + 2:00.180 (28)  |
| 3     | Armin Hahne Jochen Krumbach Richard Lietz       | Manthey Racing     | Porsche 997 GT3 Cup S (SP9) | + 2:42.367 (28)  |
| 4     | Oliver Kainz Christopher Haase                  | Mühlner Motorsport | Porsche 997 GT3 Cup S (SP9) | + 4:25.235 (28)  |
| 5     | Matthias Weiland Andzej Dzikevic                | Weiland Racing     | Porsche 997 GT3 Cup (Cup3)  | + 7:32.458 (28)  |
| 6     | Jörg Otto Christian Menzel                      | AGON Motorsport    | Porsche 997 GT3 Cup (Cup3)  | + 9:29.476 (28)  |
| 7     | Dirk Riebensahm Christian Kohlhaas              | Vulkan Racing      | Dodge Viper GT3 (SP9)       | + 1 Runde (27)   |
| 8     | David Horn Rodney Forbes                        | Weiland Racing     | Porsche 997 GT3 Cup (Cup3)  | + 1 Runde (27)   |
| 9     | Jörn Schmidt-Staade Stefan Müller               | AGON Motorsport    | Porsche 997 GT3 Cup (Cup3)  | + 1 Runde (27)   |
| 10    | Mark Thomas Dieter Schornstein Niclas Kentenich | Mühlner Motorsport | Porsche 997 GT3 Cup S (SP9) | + 1 Runde (27)   |

### 41. ADAC Barbarossapreis
| Platz | Fahrer                                        | Team                 | Fahrzeug (Klasse)           | Zeit (Runden)    |
| ----- | --------------------------------------------- | -------------------- | --------------------------- | ---------------- |
| 1     | Christian Mamerow Dirk Werner                 | Mamerow Racing       | Porsche 997 GT3 Cup S (SP9) | 4:04:38.202 (28) |
| 2     | Marcel Tiemann Romain Dumas Arno Klasen       | Manthey Racing       | Porsche 997 GT3 RSR (SP7)   | + 55.585 (28)    |
| 3     | Hans-Joachim Stuck Frank Biela Marc Basseng   | Phoenix Racing       | Audi R8 LMS (SP9)           | + 55.710 (28)    |
| 4     | Jörg Müller Augusto Farfus                    | Schnitzer Motorsport | BMW M3 GT2S (E1-XP)         | + 1:27.690 (28)  |
| 5     | Dennis Rostek René Rast Nicki Thiim           | Phoenix Racing       | Audi R8 LMS (SP9)           | + 4:53.279 (28)  |
| 6     | Uwe Alzen Lance David Arnold                  | Uwe Alzen Automotive | Porsche 997 GT3 Cup (Cup3)  | + 5:19.078 (28)  |
| 7     | Norbert Fischer Marco Seefried Nick De Bruijn | Team MSpeed          | Porsche 997 GT3 RSR (SP7)   | + 5:34.125 (28)  |
| 8     | Andreas Schall Ralf Schall Volker Strycek     | Schall Motorsport    | Opel Astra V8 Coupé (E1-XP) | + 8:01.778 (28)  |
| 9     | David Horn Rodney Forbes                      | Weiland Racing       | Porsche 997 GT3 Cup (Cup3)  | + 1 Runde (27)   |
| 10    | Rudi Adams Stefan Aust Wolf Silvester         | Dörr Motorsport      | BMW Z4 M Coupé (SP6)        | + 1 Runde (27)   |

### 33. DMV 250-Meilen-Rennen
| Platz | Fahrer                                         | Team                    | Fahrzeug (Klasse)           | Zeit (Runden)    |
| ----- | ---------------------------------------------- | ----------------------- | --------------------------- | ---------------- |
| 1     | Christian Mamerow Dirk Werner                  | Mamerow Racing          | Porsche 997 GT3 Cup S (SP9) | 4:07:14.854 (27) |
| 2     | Dirk Müller Andy Priaulx                       | Schnitzer Motorsport    | BMW M3 GT2S (E1-XP)         | + 48.230 (27)    |
| 3     | Jürgen Alzen Dominik Schwager Christian Menzel | Jürgen Alzen Motorsport | Porsche 997 GT3 RSR (SP7)   | + 2:40.031 (27)  |
| 4     | Hans-Joachim Stuck Frank Biela Frank Stippler  | Phoenix Racing          | Audi R8 LMS (SP9)           | + 2:40.069 (27)  |
| 5     | Sabine Schmitz Klaus Abbelen                   | Frikadelli Racing       | Porsche 997 GT3 RSR (SP7)   | + 4:20.661 (27)  |
| 6     | Armin Hahne Jochen Krumbach Marco Holzer       | Manthey Racing          | Porsche 997 GT3 Cup S (SP9) | + 5:16.006 (27)  |
| 7     | Uwe Alzen Lance David Arnold                   | Uwe Alzen Automotive    | Porsche 997 GT3 Cup (Cup3)  | + 6:19.642 (27)  |
| 8     | Andreas Schall Ralf Schall                     | Schall Motorsport       | Opel Astra V8 Coupé (E1-XP) | + 7:11.685 (27)  |
| 9     | Matthias Weiland Andzej Dzikevic               | Weiland Racing          | Porsche 997 GT3 Cup (Cup3)  | + 9:11.107 (27)  |
| 10    | Altfrid Heger Sascha Bert Marc Anton Bronzel   | Zakspeed                | Dodge Viper GT3 (SP9)       | + 1 Runde (26)   |

### 34. DMV Münsterlandpokal
| Platz | Fahrer                                          | Team                       | Fahrzeug (Klasse)           | Zeit (Runden)    |
| ----- | ----------------------------------------------- | -------------------------- | --------------------------- | ---------------- |
| 1     | Christian Mamerow Dirk Werner                   | Mamerow Racing             | Porsche 997 GT3 Cup S (SP9) | 4:03:08.786 (28) |
| 2     | Marcel Tiemann Emmanuel Collard                 | Manthey Racing             | Porsche 997 GT3 RSR (SP7)   | + 1:12.596 (28)  |
| 3     | Frank Biela Marc Basseng Frank Stippler         | Phoenix Racing             | Audi R8 LMS (SP9)           | + 2:38.745 (28)  |
| 4     | Hans-Joachim Stuck Dennis Rostek Johannes Stuck | Phoenix Racing             | Audi R8 LMS (SP9)           | + 4:04.435 (28)  |
| 5     | Roland Rehfeld Reinhold Renger Mario Merten     | Kissling Motorsport        | Corvette C6 (SP8)           | + 6:03.042 (28)  |
| 6     | Sabine Schmitz Klaus Abbelen                    | Frikadelli Racing          | Porsche 997 GT3 RSR (SP7)   | + 7:00.553 (28)  |
| 7     | Altfrid Heger Marc Anton Bronzel Sascha Bert    | Zakspeed                   | Dodge Viper GT3 (SP9)       | + 7:33.955 (28)  |
| 8     | Georg Weiss Michael Jacobs Peter-Paul Pietsch   | Wochenspiegel Team Manthey | Porsche 997 GT3 Cup (SP7)   | + 8:19.410 (28)  |
| 9     | Stian Sørlie Andreas Wirth Csaba Walter         | Alpina                     | BMW Alpina B6 GT3 (SP9)     | + 1 Runde (27)   |
| 10    | Christopher Mies Henri Moser                    | Daub Motorsport            | Porsche 997 GT3 Cup (Cup3)  | + 1 Runde (27)   |